# Ebelio Ordóñez
Pour les articles homonymes, voir Ordóñez.
Ebelio Agustín Ordóñez Martínez , ou simplement Ebelio Ordóñez, né le 3 novembre 1973 à Esmeraldas en Équateur, est un footballeur international équatorien actif de 1993 à 2010 au poste d'attaquant.
Il compte 19 sélections pour 1 but en équipe nationale entre 1996 et 2007. 

## Biographie

### Équipe nationale
Ebelio Ordóñez est convoqué pour la première fois par le sélectionneur national Francisco Maturana pour un match amical face au Costa Rica le 16 août 1996 (1-1). Le 28 avril 2004 contre le Honduras, il marque son seul but en sélection (1-1).
Il fait partie de l'équipe équatorienne à la Copa América 2001 en Colombie, où il a joué une rencontre. À la Copa América 2004 au Pérou, où il a joué deux rencontres. 
Il compte 19 sélections et 1 but avec l'équipe d'Équateur entre 1996 et 2007.

## Palmarès

### En club
- Avec El Nacional :
  - Champion d'Équateur en 2006

- Avec le Deportivo Quito :
  - Champion d'Équateur en 2008 et 2009

### Récompenses
- Meilleur buteur du Championnat d'Équateur en 2000 (24 buts) et 2004 (28 buts)

## Statistiques

### Statistiques en club
Le tableau ci-dessous résume les statistiques en match officiel d'Ebelio Ordóñez durant sa carrière de joueur professionnel.
| Saison                | Club                  | Championnat           | Championnat | Championnat | Coupe(s) nationale(s) | Coupe(s) nationale(s) | Compétition(s) continentale(s) | Compétition(s) continentale(s) | Compétition(s) continentale(s) | Équateur | Équateur | Total | Total |
| Saison                | Club                  | Division              | M.          | B.          | M.                    | B.                    | Comp.                          | M.                             | B.                             | M.       | B.       | M.    | B.    |
| 1993                  | 9 de Octubre          | Serie B               | -           | -           | -                     | -                     | -                              | -                              | -                              | -        | -        | 0     | 0     |
| 1994                  | Panamá                | Serie B               | 14          | 3           | -                     | -                     | -                              | -                              | -                              | -        | -        | 14    | 3     |
| 1995                  | Panamá                | Serie B               | 19          | 11          | -                     | -                     | -                              | -                              | -                              | -        | -        | 19    | 11    |
| 1996                  | Técnico Universitario | Serie A               | 34          | 11          | -                     | -                     | -                              | -                              | -                              | 2        | 0        | 36    | 11    |
| 1997                  | El Nacional           | Serie A               | 22          | 4           | -                     | -                     | CL                             | 8                              | 1                              | -        | -        | 30    | 5     |
| 1998                  | El Nacional           | Serie A               | 32          | 8           | -                     | -                     | -                              | -                              | -                              | -        | -        | 32    | 8     |
| 1999                  | El Nacional           | Serie A               | 32          | 13          | -                     | -                     | -                              | -                              | -                              | -        | -        | 32    | 13    |
| 2000                  | El Nacional           | Serie A               | 38          | 24          | -                     | -                     | CL                             | 8                              | 0                              | 1        | 0        | 47    | 24    |
| 2001                  | El Nacional           | Serie A               | 30          | 10          | -                     | -                     | CL                             | 7                              | 2                              | 3        | 0        | 40    | 12    |
| 2002                  | El Nacional           | Serie A               | 29          | 8           | -                     | -                     | CL                             | 8                              | 4                              | 1        | 0        | 38    | 12    |
| 2003                  | El Nacional           | Serie A               | 35          | 19          | -                     | -                     | -                              | -                              | -                              | 4        | 0        | 39    | 19    |
| 2004                  | El Nacional           | Serie A               | 44          | 28          | -                     | -                     | CL                             | 6                              | 1                              | 7        | 1        | 57    | 30    |
| 2005                  | Shanghai Jiucheng     | League One            | 11          | 4           | -                     | -                     | -                              | -                              | -                              | -        | -        | 11    | 4     |
| 2005                  | Emelec                | Serie A               | 14          | 0           | -                     | -                     | -                              | -                              | -                              | -        | -        | 14    | 0     |
| 2006                  | El Nacional           | Serie A               | 33          | 17          | -                     | -                     | CL+CS                          | 2+6                            | 0+3                            | -        | -        | 41    | 20    |
| 2007                  | El Nacional           | Serie A               | 33          | 7           | -                     | -                     | CL+CS                          | 3+5                            | 0+5                            | 1        | 0        | 42    | 12    |
| 2008                  | Deportivo Quito       | Serie A               | 31          | 8           | -                     | -                     | CS                             | 1                              | 0                              | -        | -        | 32    | 8     |
| 2009                  | Olimpia               | Primera División      | 6           | 1           | -                     | -                     | -                              | -                              | -                              | -        | -        | 6     | 1     |
| 2009                  | Deportivo Quito       | Serie A               | 9           | 0           | -                     | -                     | -                              | -                              | -                              | -        | -        | 9     | 0     |
| Total sur la carrière | Total sur la carrière | Total sur la carrière | 466         | 176         | -                     | -                     | -                              | 54                             | 16                             | 19       | 1        | 539   | 193   |

### Buts en sélection
Le tableau suivant liste les résultats de tous les buts inscrits par Ebelio Ordóñez avec l'équipe d'Équateur.